# 3795-ös busz
A 3795-ös jelzésű autóbuszvonal Sajóbábony, Sajóecseg, Hangács, Edelény és Balajt között húzódó regionális vonal, amelyet a MÁV Személyszállítási Zrt. üzemeltet.

## Útvonala
A Borsod-Abaúj-Zemplén megyei Sajóbábony ipari parkjából indul. Az ország egyetlen zsákvárosában keleti irányban indul el, párhuzamosan a Bábony-patakkal, a Rákóczi úton. A vízfolyás kétfelé osztja a települést, bal partján az ófalu, jobb partján a Sajóecseg–Sajóbábony-vasútvonal, az egykori Észak-Magyarországi Vegyiművek iparvágánya (94/2) fut, jelen vonal jobb partján halad. Sajóbábony lakótelepi területe után, a 25 138-as mellékúton elhagyja a várost. 
A sajóbábonyi jelzőlámpás csomópontban Sajóecseg irányába hajt, a község elérése előtt keresztezi a közös vonalszakaszon futó Miskolc–Bánréve–Ózd és Miskolc–Tornanádaska-vasútvonalakat (a helybeli állomáson válnak külön utakra). Átmegy a Sajó folyón, majd a Bódva torkollatához közeli úton ér Boldvára. A boldvai református templom és a boldvai állomás mentén a Kővágó úton folytatja útját. A vonal 13. kilométerénél, a zilizi elágazásban járatainak fele kihagyja, másik fele útvonalára fűzi a Cserehát délkeleti, a Hangács- és Ziliz-patakparti településeit: Zilizet, Nyomárt és Hangácsot, utóbbi a 3776-os, 3798-as és 4044-es buszok többszöri végállomása. A 14 kilométeres kitérés után Borsodszirákot tárja fel, aztán a vele szomszédos, egykori Finke településre érkezik, mely napjainkban már Edelénynek része évtizedek óta. 

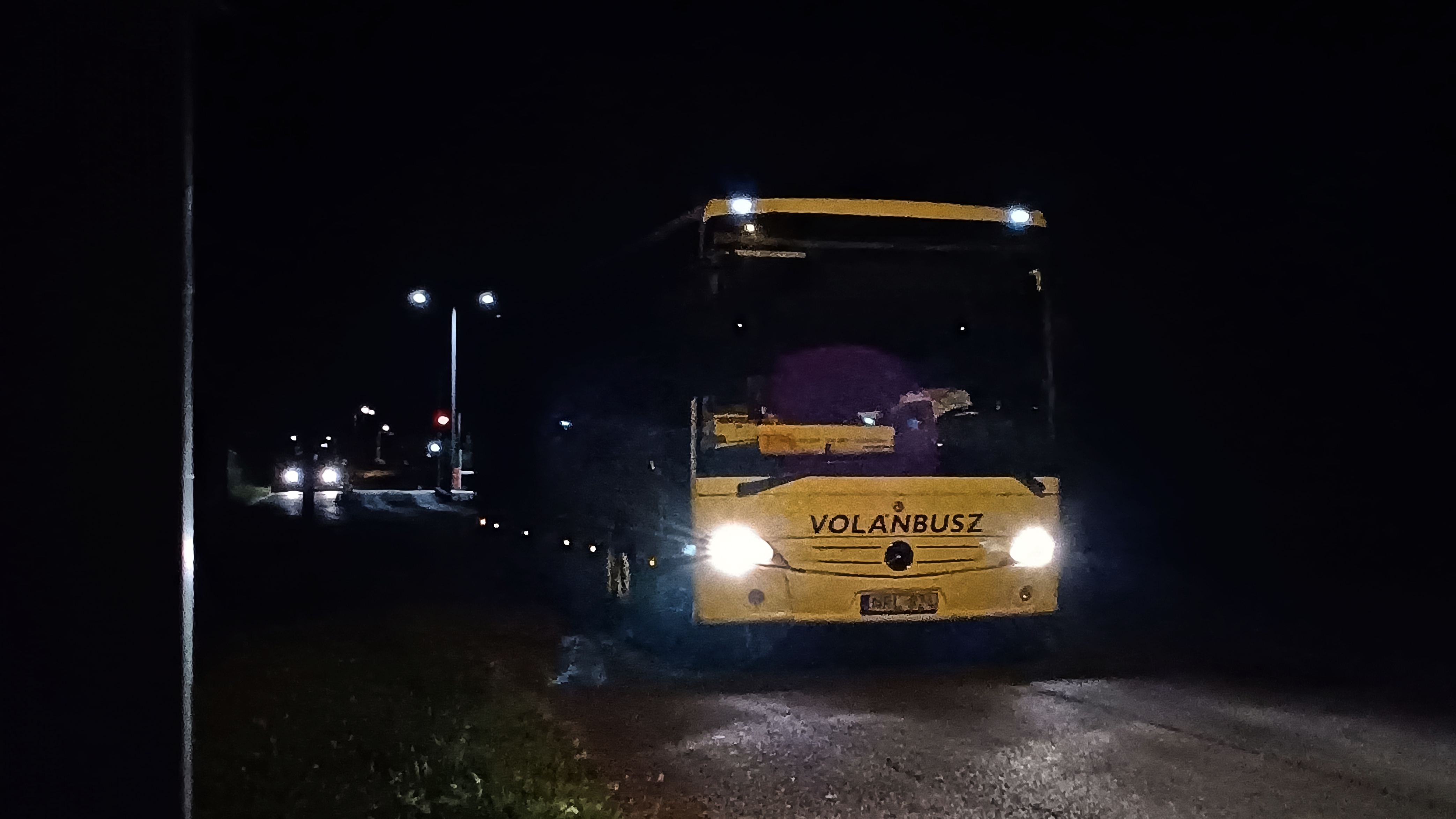
Az utolsó járat 23:20-kor indul Sajóbábonyból. Az alábbi képen a vonal egyik törzsjárműve látható az ipari parkból indulva

A városi buszállomást, a legtöbb indítás célpontját délkeleti irányból közelíti meg a 2617-es mellékúton. Ezek mellett napközben egy-két alkalommal járat indul a közeli Balajtra – melyet Edelénynek Borsod településrészén, majd a Ládbesenyő felé vezető úton keres fel –, valamint innen is indulnak a sajóbábonyi gyárakba munkásjáratok.

## Közlekedése
Indításai a hét minden napján történnek, műszakváltás idején közlekedik. Jellemzően a hétvégi járatok térnek ki Zilizre, Nyomárra és Hangácsra.
Sajóbábonyon belül a 3760-as buszvonallal, Sajóecsegtől egészen a csereháti végállomásáig a 3776-os buszokkal fut egy útvonalon.

### Törzsjárművei
- az NRL-924 rendszámú Mercedes-Benz Intouro autóbusz.

| Viszonylat                                  | Indításszám     | Közlekedési rend     |
| ------------------------------------------- | --------------- | -------------------- |
| Sajóbábony, ipari park – Edelény, aut. áll. | 1 pár           | munkanapokon         |
| Sajóbábony, ipari park – Edelény, aut. áll. | 1 oda, 2 vissza | hétvégén             |
| Sajóbábony, ipari park – Balajt, aut. vt.   | 2 pár           | munkanapokon         |
| Sajóbábony, ipari park – Balajt, aut. vt.   | 2 oda, 1 vissza | hétvégén             |
| Edelény, aut. áll. – Balajt, aut. vt.       | 1 pár           | munkanapokon         |
| Edelény, aut. áll. – Balajt, aut. vt.       | 1 vissza        | szabadnapokon        |
| Edelény, aut. áll. – Balajt, aut. vt.       | 1 oda, 2 vissza | munkaszüneti napokon |

## Megállóhelyei
| 0                                                | Sajóbábony, ipari park végállomás              | 0.0 km  | 3754, 3757, 3760, 3765, 3793, 3797                                                                                                 |
| 1                                                | Sajóbábony, gyártelep                          | 0.5 km  | 3754, 3757, 3760, 3765, 3793, 3797                                                                                                 |
| 2                                                | Sajóbábony, fűtőház                            | 1.4 km  | 3754, 3757, 3760, 3765, 3793, 3797                                                                                                 |
| 3                                                | Sajóbábony, ófalu bejárati út                  | 2.2 km  | 3754, 3757, 3760, 3765, 3793, 3797                                                                                                 |
| 4                                                | Sajóbábony, lakótelep                          | 2.9 km  | 3754, 3757, 3760, 3765, 3793, 3797                                                                                                 |
| 5                                                | Sajóbábonyi elágazás                           | 4.4 km  | 3703, 3704, 3707, 3708, 3709, 3711, 3754, 3757, 3760, 3761, 3763, 3764, 3765, 3770, 3772, 3773, 3774, 3775, 3776, 3777, 3793, 3797 |
| 6                                                | Sajóecseg vasútállomás, bejárati út            | 5.2 km  | 3703, 3772, 3776, 3777, 3797 expresszvonat, személyvonat – Sajóecseg (92, 94)                                                      |
| 7                                                | Sajóecseg, községháza                          | 6.0 km  | 3703, 3772, 3776, 3777, 3797 |
| 8                                                | Sajóecseg, vízmű                               | 6.7 km  | 3703, 3772, 3776, 3777 |
| 9                                                | Boldva, vízmű                                  | 8.5 km  | 3703, 3772, 3776, 3777 |
| 10                                               | Boldva, iskola (↓) Boldva, templom (↑)         | 9.2 km  | 3703, 3705, 3772, 3776, 3777, 3798                                                                                                 |
| 11                                               | Boldva, községháza                             | 9.8 km  | 3703, 3772, 3776, 3798 |
| 12                                               | Boldva vasúti megállóhely, bejárati út         | 10.3 km | 3703, 3772, 3776, 3798 személyvonat – Boldva (94)                                                                                  |
| 13                                               | Boldva, kővágó                                 | 11.0 km | 3703, 3772, 3776, 3798 |
| 14                                               | Zilizi elágazás                                | 13.0 km | 3703, 3772, 3776, 3798, 4044 |
| Munkanapokon 2; hétvégén 6 járat által érintett. |                                                |         | |
| ∫                                                | Ziliz, bolt                                    | ∫       | 3772, 3776, 3798, 4044 |
| ∫                                                | Ziliz, Kossuth utca 78.                        | ∫       | 3772, 3776, 3798, 4044 |
| ∫                                                | Kökényesvölgy                                  | ∫       | 3772, 3776, 3798, 4044 |
| ∫                                                | Nyomár, bejárati út                            | ∫       | 3772, 3776, 3798, 4044 |
| ∫                                                | Nyomár, Kossuth út 39.                         | ∫       | 3772, 3776, 3798, 4044 |
| ∫                                                | Hangács, orvosi rendelő                        | ∫       | 3772, 3776, 3798, 4044 |
| ∫                                                | Hangács, tűzoltószertár                        | ∫       | 3772, 3776, 3798, 4044 |
| ∫                                                | Hangács, orvosi rendelő                        | ∫       | 3772, 3776, 3798, 4044 |
| ∫                                                | Nyomár, Kossuth út 39.                         | ∫       | 3772, 3776, 3798, 4044 |
| ∫                                                | Nyomár, bejárati út                            | ∫       | 3772, 3776, 3798, 4044 |
| ∫                                                | Kökényesvölgy                                  | ∫       | 3772, 3776, 3798, 4044 |
| ∫                                                | Ziliz, Kossuth utca 78.                        | ∫       | 3772, 3776, 3798, 4044 |
| ∫                                                | Ziliz, bolt                                    | ∫       | 3772, 3776, 3798, 4044 |
| 14                                               | Zilizi elágazás                                | 13.0 km | 3703, 3772, 3776, 3798, 4044 |
| 15                                               | Borsodszirák, Állomás út                       | 14.6 km | 3703, 3772, 3776, 4044 |
| 16                                               | Borsodszirák, kultúrház                        | 15.6 km | 3703, 3772, 3776, 4044 |
| 17                                               | Borsodszirák, Rákóczi utca 52.                 | 16.2 km | 3703, 3772, 3776, 4044 |
| 18                                               | Edelény (Finke), mezőgazdasági telep           | 17.3 km | 3703, 3772, 3776, 4044 |
| 19                                               | Edelény alsó vasúti megállóhely, bejárati út   | 18.0 km | 3703, 3772, 3776, 4041, 4044, 4094 személyvonat – Edelény alsó (94)                                                                |
| 20                                               | Edelény (Finke), bolt                          | 18.7 km | 3703, 3772, 3776, 4041, 4044, 4094                                                                                                 |
| 21                                               | Edelény, KIG telep                             | 19.4 km | 3703, 3772, 3776, 4041, 4044, 4094                                                                                                 |
| 22                                               | Edelény, autóbusz-állomás vonalközi végállomás | 20.2 km | 3703, 3704, 3707, 3708, 3709, 3711, 3713, 3772, 3774, 3775, 3776, 3793, 4040, 4041, 4043, 4044, 4092, 4093, 4094                   |
| 23                                               | Edelény, Borsodi utca 70.                      | 21.1 km | 3703, 3704, 3707, 3708, 3709, 3775, 3776, 3793, 4040, 4041, 4043, 4092, 4093, 4094                                                 |
| 24                                               | Edelény, Borsodi iskola                        | 21.9 km | 3703, 3704, 3707, 3708, 3709, 3775, 3776, 3793, 4041, 4043, 4092, 4093                                                             |
| 25                                               | Balajti elágazás                               | 23.5 km | 3776, 4043, 4092 |
| 26                                               | Istenhegyi dűlő                                | 24.2 km | 3776, 4043, 4092 |
| 27                                               | Balajt, faluvég                                | 25.4 km | 3776, 4043, 4092 |
| 28                                               | Balajt, autóbusz-váróterem végállomás          | 26.0 km | 3776, 4043, 4092 |